# Martha Laurijsen
Martha „Marty“ Johanna Petronella Laurijsen (* 15. April 1954 in Utrecht) ist eine ehemalige niederländische Steuerfrau im Rudern.
Die 1,63 m große Martha Laurijsen vom Utrechter Ruderclub Orca steuerte bei den Olympischen Spielen 1984 in Los Angeles den Vierer mit Steuerfrau und den Achter. Der Vierer mit Marieke van Drogenbroek, Anne-Marie Quist, Catharina Neelissen, Willemien Vaandrager und Martha Laurijsen belegte im Vorlauf den zweiten Platz hinter den Rumäninnen und gewann dann den Hoffnungslauf. Im Finale erreichten die Niederländerinnen den fünften Platz mit 0,68 Sekunden Rückstand auf die drittplatzierten Australierinnen. Die Ruderinnen des niederländischen Vierers traten am Finaltag auch mit dem Achter an und gewannen die Bronzemedaille hinter den Booten aus den Vereinigten Staaten und aus Rumänien. 